# Международный радиолюбительский союз
Международный радиолюбительский союз (МРС) англ. International Amateur Radio Union, IARU — международное объединение национальных радиолюбительских организаций, обеспечивающее совместное обсуждение значимых вопросов и представление интересов радиооператоров-любителей в Международном Союзе Электросвязи. Создан в Париже на международной конференции радиолюбителей 14-25 апреля 1925 года, вслед за неофициальной встречей представителей Франции, Великобритании, Бельгии, Швейцарии, Италии, Испании, Люксембурга, Канады и США. Эта общественная организация объединяет национальные радиолюбительские организации 152 стран мира.

## История
С 14 по 25 апреля 1925 г. в Париже проходила международная конференция радиолюбителей, на которой был создан Международный союз радиолюбителей (IARU). Его первыми членами стали радиолюбительские организации, клубы и отдельные представители 25 стран. Австрия, Англия, Аргентина, Бельгия, Бразилия, Германия, Дания, Индокитай, Испания, Италия, Канада, Люксембург, Нидерланды, Новая Зеландия, Ньюфаундленд, Польша, СССР, США, Уругвай, Финляндия, Франция, Чехословакия, Швейцария, Швеция и Япония.
Высшими органами союза являются региональные конференции, рабочие органы - комиссии, комитеты, Административный совет и Международный секретариат. Штаб-квартира IARU территориально находится совместно с ARRL-HQ в г. Ньюингтон штат Коннектикут, США (РО Box 310905, Newington, СТ 06111-0905 USA).
IARU принимают решения о статусе радиолюбительской службы и радиолюбительской спутниковой службы.
IARU, благодаря огромному влиянию радиолюбительской службы на развитие новых технологий и систем связи, получило признание в органах ITU. Поэтому представители IARU приглашаются для участия в работе различных комиссий ITU. Координирует деятельность радиолюбительских организаций, вырабатывает рекомендации по всем международным аспектам практической деятельности радиолюбителей и представляет интересы радиолюбителей в ITU.
Решения на мировом уровне в вопросах связи принимаются на очередных Всемирных Административных Конференциях Радиосвязи (WARC). Участие в заседаниях WARC с правом голоса принимают официальные представители различных стран.
На территории Европы, в рамках ITU, правила подготавливает и устанавливает Европейская конференция почты и радиосвязи (СЕРТ). Материалы готовятся и обрабатываются в многочисленных комиссиях. Регион IARU включил в работу в этих комиссиях своих представителей. Кроме них, в различных административных комиссиях принимают участие представители правительств, нередко являющиеся одновременно и коротковолновиками, поддерживающими контакты между национальными радиолюбительскими организациями и IARU.
Это позволяет в результате взаимодействия принимать решения, полезные для радиолюбительской службы.

## Управление
Работой Союза руководит Административный Совет — IARU Administrative Counsil. Техническую часть выполняет Международный Секретариат — IARU International Secretariat.
МРС возглавляют выборные президент и вице-президент.

## Регионы
МРС организован в три региона:
- первый: Африка, Европа, Средний Восток и север Азии;
- второй: Северная Америка и Южная Америка;
- третий: Австралия, южная Азия и Океания.

Наиболее развита организационная работа 1-го региона IARU. Она оказывает значительное влияние на общую политику IARU. Россия и Украина являются членом первого региона IAPU.

### Регион 1
- Австрия

- Азербайджан
- Албания
- Алжир
- Андорра
- Армения
- Бахрейн
- Беларусь
- Бельгия
- Болгария
- Босния и Герцеговина
- Ботсвана
- Буркина-Фасо
- Бывшая Югославская Республика
- Венгрия
- Габон
- Гамбия
- Гана
- Гвинея
- Германия
- Гибралтар
- Греция
- Грузия
- Дания
- Демократическая Республика Конго
- Джибути
- Египет
- Замбия
- Зимбабве
- Израиль
- Иордания
- Ирак
- Ирландия
- Исландия
- Испания
- Италия
- Казахстан
- Камерун
- Катар
- Кения
- Кипр
- Конго
- Кот-д'Ивуар
- Кувейт
- Латвия
- Лесото
- Либерия
- Ливан
- Литва
- Лихтенштейн
- Люксембург
- Маврикий
- Македония
- Мали
- Мальта
- Марокко
- Мозамбик
- Молдова
- Монако
- Монголия
- Намибия
- Нигерия
- Нидерланды
- Норвегия
- Объединенные Арабские Эмираты
- Польша
- Португалия
- Россия
- Румыния
- Сан-Марино
- Свазиленд
- Сенегал
- Сербия
- Сирия
- Словакия
- Словения
- Соединенное Королевство
- Султанат Оман
- Сьерра-Леоне
- Таджикистан
- Танзания
- Тунис
- Туркменистан
- Турция
- Уганда
- Украина
- Фарерские острова
- Финляндия
- Франция
- Хорватия
- Черногория
- Чешская Республика
- Швейцария
- Швеция
- Эстония
- Эфиопия
- Южная Африка

### Регион 2
- Ангилья
- Антигуа и Барбуда
- Антильские острова
- Аргентина
- Аруба
- Багамы
- Барбадос
- Белиз
- Бермуды
- Боливия
- Бразилия
- Британские Виргинские острова
- Венесуэла
- Гаити
- Гайана
- Гватемала
- Гондурас
- Гренада
- Доминика
- Доминиканская Республика
- Каймановы острова
- Канада
- Колумбия
- Коста-Рика
- Куба
- Мексика
- Монсеррат
- Никарагуа
- Панама
- Парагвай
- Перу
- Сальвадор
- Соединённые Штаты Америки
- Суринам
- Тринидад и Тобаго
- Турки и Кайкос
- Уругвай
- Чили
- Эквадор
- Ямайка

### Регион 3
- Австралия
- Бангладеш
- Бруней
- Вануату
- Великобритания - Острова Питкэрн, Антарктические территории
- Вьетнам
- Гонконг
- Дар-эс-Салам
- Индия
- Индонезия
- Китай
- Китайский Тайбэй
- Корея
- Макао
- Малайзия
- Мьянма
- Новая Зеландия
- Новая Каледония
- Пакистан
- Самоа
- Сингапур
- Соломоновы Острова
- США - Гавайи
- Таиланд
- Тонга
- Фиджи
- Филиппины
- Французская Полинезия
- Шри-Ланка
- Япония

## Первый регион IARU
Так как спектр радиочастот по природе ограничен, появляются противоречия между радиолюбительской службой и профессиональными службами. Это накладывает на всю радиолюбительскую службу обязанность точного выполнения правил, чтобы не давать повода для ограничения её полномочий.
ITU выделил отдельные участки радиоспектра для различных служб, в том числе радиолюбителям.
В рамках этого 1-й регион IARU определил:
- подробное разделение диапазонов для различных видов излучения, т. е. так называемый BAND PLAN;
- способы его использования (Usage) с правилами и пояснениями.

Выполнение этих правил обязательно для всех радиолюбителей, независимо от категории и членства в организации.
IARU REGION I был создан в 1950 г. Его членами являются 87 национальных радиолюбительских организаций стран Европы, Африки и Ближнего Востока.
Руководит работой IARU Reg.l Executive Commmittee - ЕС (Исполнительный комитет).
Председатель - Louis van de Nadort (PA0LOU) cLaarpark 34, NL-4881, ED Zundert, The NETHERLANDS; E-mail: "LvandeNadort[at]compuserve.com" или "100423.3053[at]compuserve.com".
Штаб-квартира IARU Reg.l расположена по адресу- Rue Charles-Bounet 4, 1211, Geneva, Switzerland, а рабочий офис (менеджер Audrey Jefcoate) - Fossend, Burlescombe, Devon, E16 7JH, England. E-mail: IA RUR1 "OFFICE[at]copmuserve.com".
Основные комитеты и рабочие группы:
- HFC Commmittee-C4 (KB-комитет) - председатель Carine Raman (ON7LX) Bruggesteenweg 77, B-8755 Ruiselede, Belgium; E-mail:"ON7TK-ON7LX[at]village.uunet.be";
- VHF/UHF/MC - C5 (УКВ-комитет) - председатель Arie Dogteron (PA0EZ)
- HF-Contest Sub-group - председатель Paul O'Kane (EI5DI) 36 Cool-kill, Dublin 18, Ireland. E-mail:"paul[at]ei5di.com";
- External Relation Commmittee - ERC (Комитет по внешним связям) - председатель Wojciech Nietyksza (SP5FM);
- Financial Advisory Commmittee - FAG (Консультативный комитет по финансам) - председатель Don Beattie (G30ZF). E-mail: "g3ozf[at]btinternet.com" и члены: Hans Berg (DJ6TJ), Anders Torp (LA9NT), Jaques de Bouche (0N500), Arne Juul Arnskov (OY1A), Leon Kusters(PAlLK) и Hans Potgieter (ZS6ALJ);
- Ad Hoc WG on Constitutional and Administrative Matters - CAM (Рабочая группа по уставным и административным вопросам) - председатель Arne Juul Arnskov (0Y1A) Lauritsargota 11 A, FO-100 Torshavn, Faroe Islands; E-mail: "saja[at]post.olivant.fo";
- ARDF WG (Рабочая группа но СРП) - председатель Rainer Floess-er (DL5NBZ) Flensburger Str, 6, D-90427 Nuernberg, Germany. E-mail: "dl5nbz[at]darc.de";
- EMC WG (Рабочая группа по электромагнитной совместимости) - председатель Christian M.Verholt (OZ8CY) Graekenlandsvej 140, DK2300 Copenhagen S, Denmark; E-mail "mv[at]ds.dk";
- Radio Regulary WG (Рабочая группа по лицензированию) - председатель John Bazley (G3HCT) Brooklands, Ullenhall Near Henley in Arden Warks, B95 5NW, England. E-mail:101552.262[at]compuserve. com;
- Support To the Amateur Radio Service - STARS WG (Рабочая группа по поддержке радиолюбительской службы) - председатель Hans Welens (ON5WQ) Mechelsesteenweg 45, В-2500, Tier, Belgium. Основную работу данной группы осуществляют пять региональных координаторов (SRC): A. Razak (А41JT) - Northern Africa & Middle East; Mustafa (6W1KI) - Western Africa; Max (5Z4MR) - Eastern Africa; Nelson. (7P8ND) - Southern Africa; Rolf Rahne (DL6ZFG) - P. O. Box 15, D-39241, Gommern, Germany; E-mail: "dl6zfg[at]pc.mdlink.de" или "dl6zfg[at]darc.de") - Europe & Asia; -'EUROCOM Sub-regional WG (Рабочая группа по Европе) - председатель Gaston Bertels (ON4WF) Avenue Paul Hymans 117, Box 29, B-1200, Brussels, Belgium; E-mail: "pub02791[at]innrt.be" или Gaston.BERTELS[at]village. uunet.be;
- IARU REGION 1 Monitoring System - IARU-MS (Рабочая группа no мониторингу) - координатор Ronald Roden (G4GKO) 27 Wilmington Close, Hassocs West Sussex, BN6 8QB ENGLAND. E-mail: "ron-roden[at]cwcom.net" или "ronroden[at]mcmail.com";
- Telegraphy High Speed Working Group - HST WG (Рабочая группа по CPT) - координатор Laszlo Weisz (HA3NU) Р.О. Box 169, Н-1700, Szekszard, Hungary/ E-mail: "ha3nu[at]npp.hu" или jozsi[at]kvantum.tolna. net;
- IPHA - Information Programme for Handicapped Radio Amateurs (Группа по разработке программ помощи радиолюбителям-инвалидам) - координатор Agnes Tobbe-Klaasse Bos (PA3ADR/ VK2)/ E-mail: "tobbe[at]bigpond.com";
- IBP (Международная программа маяков) - координатор Prof. Martin Harrison (G3USF) 1 Church Fields NEWCASTLE, Staffs., STS 5AT England.

## Радиоспорт
IARU организует и продвигает радиоспорт по всему миру. IARU публикует правила, используемые для высокоскоростной телеграфии, и спонсирует региональные и мировые чемпионаты. IARU также публикует правила, используемые на большинстве соревнований по любительской радиопеленгации, включая спонсируемые IARU региональные и мировые чемпионаты. IARU также спонсирует ежегодный чемпионат мира IARU HF по любительскому радиоконкурсу. IARU не управляет напрямую какими-либо из этих мероприятий по радиоспорту, но санкционирует и спонсирует их через принимающие организации.